# Rajd Dakar 2012
Rajd Dakar 2012 – 34 edycja Rajdu Dakar. Odbyła się w dniach od 1 stycznia do 15 stycznia 2012 po raz czwarty na bezdrożach Argentyny i Chile. Trasa rajdu po raz pierwszy wiodła przez Peru, gdzie impreza się zakończyła. Na liście startowej znalazło się 188 motocyklistów, 33 quadzistów, 174 kierowców samochodów oraz 77 kierowców ciężarówek. Ostatecznie na starcie stawiło się 178 motocyklistów, 30 kierowców quadów, 161 kierowców samochodów i 74 kierowców ciężarówek. W rajdzie wystartowało trzech polskich kierowców, w tym po raz pierwszy były skoczek narciarski Adam Małysz, trzech quadzistów, trzech motocyklistów oraz trzy polskie załogi ciężarówek. Z powodu nieprzepisowych pojazdów z rajdu usuniętych zostało 7 kierowców quadów, w tym trzech Polaków. Rajd po raz pierwszy wygrał Polak Dariusz Rodewald, mechanik samochodowy ciężarówki.

## Etapy

Mapa trasy rajdu

| 1                 | 1 stycznia        | Mar del Plata      | Santa Rosa de Toay | Razem                | 763         | 57          | 820         |             |             |             |
| 2                 | 2 stycznia        | Santa Rosa de Toay | San Rafael         | Motocykle/Ciężarówki | 487         | 295         | 782         |             |             |             |
| 2                 | 2 stycznia        | Santa Rosa de Toay | San Rafael         | Samochody            | 487         | 290         | 777         |             |             |             |
| 3                 | 3 stycznia        | San Rafael         | San Juan           | Motocykle            | 291         | 270         | 561         |             |             |             |
| 3                 | 3 stycznia        | San Rafael         | San Juan           | Samochody/Ciężarówki | 291         | 208         | 499         |             |             |             |
| 4                 | 4 stycznia        | San Juan           | Chilecito          | Razem                | 424         | 326         | 750         |             |             |             |
| 5                 | 5 stycznia        | Chilecito          | Fiambalá           | Motocykle            | 151         | 265         | 416         |             |             |             |
| 5                 | 5 stycznia        | Chilecito          | Fiambalá           | Samochody/Ciężarówki | 246         | 177         | 363         |             |             |             |
| 6                 | 6 stycznia        | Fiambalá           | Copiapó            | Razem                | 394         | 247         | 641         |             |             |             |
| 7                 | 7 stycznia        | Copiapó            | Copiapó            | Razem                | 154         | 419         | 573         |             |             |             |
|                   | 8 stycznia        | Copiapó            | Copiapó            | Dzień wolny          | Dzień wolny | Dzień wolny | Dzień wolny | Dzień wolny | Dzień wolny | Dzień wolny |
| 8                 | 9 stycznia        | Copiapó            | Antofagasta        | Razem                | 245         | 477         | 722         |             |             |             |
| 9                 | 10 stycznia       | Antofagasta        | Iquique            | Razem                | 9           | 556         | 565         |             |             |             |
| 10                | 11 stycznia       | Iquique            | Arica              | Razem                | 317         | 377         | 694         |             |             |             |
| 11                | 12 stycznia       | Arica              | Arequipa           | Motocykle            | 171         | 534         | 705         |             |             |             |
| 11                | 12 stycznia       | Arica              | Arequipa           | Samochody            | 120         | 478         | 598         |             |             |             |
| 11                | 12 stycznia       | Arica              | Arequipa           | Ciężarówki           | 120         | 432         | 552         |             |             |             |
| 12                | 13 stycznia       | Arequipa           | Nazca              | Motocykle            | 259         | 245         | 504         |             |             |             |
| 12                | 13 stycznia       | Arequipa           | Nazca              | Samochody/Ciężarówki | 412         | 245         | 657         |             |             |             |
| 13                | 14 stycznia       | Nazca              | Pisco              | Razem                | 100         | 275         | 375         |             |             |             |
| 14                | 15 stycznia       | Pisco              | Lima               | Razem                | 254         | 29          | 283         |             |             |             |
| Razem             | Razem             | Razem              | Razem              | Razem                | Dojazd      | OS          | Całość      |             |             |             |
| Motocykle i quady | Motocykle i quady | Motocykle i quady  | Motocykle i quady  | Motocykle i quady    | 4019 km     | 4372 km     | 8391 km     |             |             |             |
| Samochody         | Samochody         | Samochody          | Samochody          | Samochody            | 4216 km     | 4161 km     | 8377 km     |             |             |             |
| Ciężarówki        | Ciężarówki        | Ciężarówki         | Ciężarówki         | Ciężarówki           | 4216 km     | 4120 km     | 8336 km     |             |             |             |

## Wypadki
- Podczas pierwszego etapu argentyński motocyklista Jorge Boero utracił panowanie nad pojazdem i w wyniku odniesionych po upadku obrażeń zmarł[8].
- Podczas drugiego etapu motocyklista francuski Bruno Da Costa uderzył w przebiegającego przez drogę byka. Zwierzę zginęło na miejscu, zaś stan zawodnika określany jest jako ciężki[9].
- Podczas trzeciego etapu francuski motocyklista Sebastian Coue został znaleziony nieprzytomny wśród wydm. Po przewiezieniu go do szpitala został on wprowadzony w stan śpiączki farmakologicznej[10].

## Wyniki etapów

### Motocykle
| Miejsce                      | Klasyfikacja etapu | Marka   | Czas      |  | Miejsce | Klasyfikacja generalna | Marka   | Czas      |
| ---------------------------- | ------------------ | ------- | --------- |  | ------- | ---------------------- | ------- | --------- |
| 1                            | Francisco López    | Aprilia | 00:32:37  |  | 1       | Francisco López        | Aprilia | 00:32:37  |
| 2                            | Marc Coma          | KTM     | +00:00:14 |  | 2       | Marc Coma              | KTM     | +00:00:14 |
| 3                            | Javier Pizzolito   | Honda   | +00:00:27 |  | 3       | Javier Pizzolito       | Honda   | +00:00:27 |
|                              |                    |         |           |  |         |                        |         |           |
| 5                            | Jakub Przygoński   | KTM     | +00:00:49 |  | 5       | Jakub Przygoński       | KTM     | +00:00:49 |
| 24                           | Marek Dąbrowski    | KTM     | +00:03:12 |  | 24      | Marek Dąbrowski        | KTM     | +00:03:12 |
| 48                           | Jacek Czachor      | KTM     | +00:06:20 |  | 48      | Jacek Czachor          | KTM     | +00:06:20 |
| Etap ukończyło 177 motocykli |                    |         |           |  |         |                        |         |           |

| Miejsce                      | Klasyfikacja etapu | Marka     | Czas      |  | Miejsce | Klasyfikacja generalna | Marka   | Czas      |
| ---------------------------- | ------------------ | --------- | --------- |  | ------- | ---------------------- | ------- | --------- |
| 1                            | Marc Coma          | KTM       | 03:07:21  |  | 1       | Marc Coma              | KTM     | 03:40:12  |
| 2                            | Cyril Despres      | KTM       | +00:01:18 |  | 2       | Francisco López        | Aprilia | +00:02:30 |
| 3                            | Joan Barreda Bort  | Husqvarna | +00:02:33 |  | 3       | Cyril Despres          | KTM     | +00:02:50 |
|                              |                    |           |           |  |         |                        |         |           |
| 5                            | Jakub Przygoński   | KTM       | +00:04:17 |  | 4       | Jakub Przygoński       | KTM     | +00:04:52 |
| 17                           | Jacek Czachor      | KTM       | +00:14:33 |  | 23      | Jacek Czachor          | KTM     | +00:20:39 |
| 31                           | Marek Dąbrowski    | KTM       | +00:25:42 |  | 31      | Marek Dąbrowski        | KTM     | +00:28:40 |
| Etap ukończyło 161 motocykli |                    |           |           |  |         |                        |         |           |

| Miejsce                      | Klasyfikacja etapu | Marka     | Czas         |  | Miejsce | Klasyfikacja generalna | Marka  | Czas              |
| ---------------------------- | ------------------ | --------- | ------------ |  | ------- | ---------------------- | ------ | ----------------- |
| 1                            | Cyril Despres      | KTM       | 03:48:38     |  | 1       | Cyril Despres          | KTM    | 07:31:42          |
| 2                            | Frans Verhoeven    | Sherco    | +00:08:37    |  | 2       | Marc Coma              | KTM    | +00:10:12         |
| 3                            | Paulo Goncalves    | Husqvarna | +00:08:39    |  | 3       | David Casteu           | Yamaha | +00:17:16         |
|                              |                    |           |              |  |         |                        |        |                   |
| 22                           | Jacek Czachor      | KTM       | +00:30:45    |  | 18      | Jacek Czachor          | KTM    | +00:48:32         |
| 47                           | Marek Dąbrowski    | KTM       | +01:02:16    |  | 36      | Marek Dąbrowski        | KTM    | +01:28:04         |
| –                            | Jakub Przygoński   | KTM       | nie ukończył |  | –       | Jakub Przygoński       | KTM    | nie klasyfikowany |
| Etap ukończyło 153 motocykle |                    |           |              |  |         |                        |        |                   |

| Miejsce                      | Klasyfikacja etapu | Marka  | Czas      |  | Miejsce | Klasyfikacja generalna | Marka  | Czas      |
| ---------------------------- | ------------------ | ------ | --------- |  | ------- | ---------------------- | ------ | --------- |
| 1                            | Marc Coma          | KTM    | 04:16:43  |  | 1       | Cyril Despres          | KTM    | 11:50:27  |
| 2                            | Cyril Despres      | KTM    | +00:02:02 |  | 2       | Marc Coma              | KTM    | +00:08:10 |
| 3                            | Frans Verhoeven    | Sherco | +00:08:26 |  | 3       | Hélder Rodrigues       | Yamaha | +00:26:48 |
|                              |                    |        |           |  |         |                        |        |           |
| 31                           | Jacek Czachor      | KTM    | +00:41:06 |  | 21      | Jacek Czachor          | KTM    | +01:27:36 |
| 41                           | Marek Dąbrowski    | KTM    | +00:58:38 |  | 35      | Marek Dąbrowski        | KTM    | +02:24:40 |
| Etap ukończyły 143 motocykle |                    |        |           |  |         |                        |        |           |

| Miejsce                      | Klasyfikacja etapu | Marka     | Czas      |  | Miejsce | Klasyfikacja generalna | Marka  | Czas      |
| ---------------------------- | ------------------ | --------- | --------- |  | ------- | ---------------------- | ------ | --------- |
| 1                            | Cyril Despres      | KTM       | 02:28:33  |  | 1       | Cyril Despres          | KTM    | 14:19:00  |
| 2                            | Marc Coma          | KTM       | +00:01:41 |  | 2       | Marc Coma              | KTM    | +00:09:51 |
| 3                            | Joan Barreda Bort  | Husqvarna | +00:12:42 |  | 3       | Hélder Rodrigues       | Yamaha | +00:47:56 |
|                              |                    |           |           |  |         |                        |        |           |
| 18                           | Jacek Czachor      | KTM       | +00:27:56 |  | 20      | Jacek Czachor          | KTM    | +01:55:32 |
| 40                           | Marek Dąbrowski    | KTM       | +00:53:21 |  | 35      | Marek Dąbrowski        | KTM    | +03:18:01 |
| Etap ukończyło 120 motocykli |                    |           |           |  |         |                        |        |           |

| Etap odwołany z powodu niekorzystnych warunków pogodowych panujących na przejściu granicznym w Andach przez które miała przebiegać trasa. |

| Miejsce                      | Klasyfikacja etapu | Marka     | Czas      |  | Miejsce | Klasyfikacja generalna | Marka  | Czas      |
| ---------------------------- | ------------------ | --------- | --------- |  | ------- | ---------------------- | ------ | --------- |
| 1                            | Marc Coma          | KTM       | 03:51:35  |  | 1       | Cyril Despres          | KTM    | 18:12:38  |
| 2                            | Cyril Despres      | KTM       | +00:02:03 |  | 2       | Marc Coma              | KTM    | +00:07:48 |
| 3                            | Paulo Goncalves    | Husqvarna | +00:02:49 |  | 3       | Hélder Rodrigues       | Yamaha | +00:49:39 |
|                              |                    |           |           |  |         |                        |        |           |
| 19                           | Jacek Czachor      | KTM       | +00:24:08 |  | 17      | Jacek Czachor          | KTM    | +02:17:37 |
| 61                           | Marek Dąbrowski    | KTM       | +01:09:49 |  | 38      | Marek Dąbrowski        | KTM    | +04:25:47 |
| Etap ukończyło 116 motocykli |                    |           |           |  |         |                        |        |           |

| Miejsce                      | Klasyfikacja etapu      | Marka | Czas      |  | Miejsce | Klasyfikacja generalna | Marka  | Czas      |
| ---------------------------- | ----------------------- | ----- | --------- |  | ------- | ---------------------- | ------ | --------- |
| 1                            | Marc Coma               | KTM   | 05:03:52  |  | 1       | Marc Coma              | KTM    | 23:24:18  |
| 2                            | Pål Anders Ullevålseter | KTM   | +00:01:55 |  | 2       | Cyril Despres          | KTM    | +00:01:26 |
| 3                            | Ruben Faria             | KTM   | +00:07:00 |  | 3       | Hélder Rodrigues       | Yamaha | +00:49:01 |
|                              |                         |       |           |  |         |                        |        |           |
| 20                           | Jacek Czachor           | KTM   | +00:35:03 |  | 16      | Jacek Czachor          | KTM    | +02:44:52 |
| 47                           | Marek Dąbrowski         | KTM   | +01:12:20 |  | 36      | Marek Dąbrowski        | KTM    | +05:30:19 |
| Etap ukończyło 120 motocykli |                         |       |           |  |         |                        |        |           |

| Miejsce                      | Klasyfikacja etapu | Marka  | Czas      |  | Miejsce | Klasyfikacja generalna | Marka  | Czas      |
| ---------------------------- | ------------------ | ------ | --------- |  | ------- | ---------------------- | ------ | --------- |
| 1                            | Hélder Rodrigues   | Yamaha | 05:16:17  |  | 1       | Cyril Despres          | KTM    | 28:45:17  |
| 2                            | Cyril Despres      | KTM    | +00:03:16 |  | 2       | Marc Coma              | KTM    | +00:02:28 |
| 3                            | Stefan Svitko      | KTM    | +00:04:45 |  | 3       | Hélder Rodrigues       | Yamaha | +00:44:19 |
|                              |                    |        |           |  |         |                        |        |           |
| 18                           | Jacek Czachor      | KTM    | +00:28:19 |  | 15      | Jacek Czachor          | KTM    | +03:08:29 |
| 31                           | Marek Dąbrowski    | KTM    | +00:45:30 |  | 35      | Marek Dąbrowski        | KTM    | +06:11:07 |
| Etap ukończyło 107 motocykli |                    |        |           |  |         |                        |        |           |

| Miejsce                      | Klasyfikacja etapu | Marka     | Czas      |  | Miejsce | Klasyfikacja generalna | Marka  | Czas      |
| ---------------------------- | ------------------ | --------- | --------- |  | ------- | ---------------------- | ------ | --------- |
| 1                            | Joan Barreda Bort  | Husqvarna | 04:18:43  |  | 1       | Cyril Despres          | KTM    | 33:07:39  |
| 2                            | Marc Coma          | KTM       | +00:01:32 |  | 2       | Marc Coma              | KTM    | +00:00:21 |
| 3                            | Cyril Despres      | KTM       | +00:03:39 |  | 3       | Hélder Rodrigues       | Yamaha | +00:45:56 |
|                              |                    |           |           |  |         |                        |        |           |
| 20                           | Jacek Czachor      | KTM       | +00:35:58 |  | 14      | Jacek Czachor          | KTM    | +03:40:48 |
| 52                           | Marek Dąbrowski    | KTM       | +01:18:32 |  | 34      | Marek Dąbrowski        | KTM    | +07:26:00 |
| Etap ukończyło 107 motocykli |                    |           |           |  |         |                        |        |           |

| Miejsce                     | Klasyfikacja etapu  | Marka | Czas      |  | Miejsce | Klasyfikacja generalna | Marka  | Czas      |
| --------------------------- | ------------------- | ----- | --------- |  | ------- | ---------------------- | ------ | --------- |
| 1                           | Cyril Despres       | KTM   | 04:03:37  |  | 1       | Cyril Despres          | KTM    | 37:11:16  |
| 2                           | Gerard Farres Guell | KTM   | +00:01:39 |  | 2       | Marc Coma              | KTM    | +00:02:22 |
| 3                           | Marc Coma           | KTM   | +00:02:01 |  | 3       | Hélder Rodrigues       | Yamaha | +01:08:40 |
|                             |                     |       |           |  |         |                        |        |           |
| 20                          | Jacek Czachor       | KTM   | +00:25:53 |  | 13      | Jacek Czachor          | KTM    | +04:06:41 |
| 34                          | Marek Dąbrowski     | KTM   | +00:54:14 |  | 31      | Marek Dąbrowski        | KTM    | +08:20:14 |
| Etap ukończyło 99 motocykli |                     |       |           |  |         |                        |        |           |

| Miejsce                      | Klasyfikacja etapu | Marka     | Czas      |  | Miejsce | Klasyfikacja generalna | Marka  | Czas      |
| ---------------------------- | ------------------ | --------- | --------- |  | ------- | ---------------------- | ------ | --------- |
| 1                            | Marc Coma          | KTM       | 02:24:38  |  | 1       | Marc Coma              | KTM    | 39:38:16  |
| 2                            | Joan Barreda Bort  | Husqvarna | +00:02:43 |  | 2       | Cyril Despres          | KTM    | +00:01:35 |
| 3                            | Jordi Viladoms     | KTM       | +00:03:10 |  | 3       | Hélder Rodrigues       | Yamaha | +01:13:49 |
|                              |                    |           |           |  |         |                        |        |           |
| 26                           | Jacek Czachor      | KTM       | +00:21:01 |  | 13      | Jacek Czachor          | KTM    | +04:25:20 |
| 35                           | Marek Dąbrowski    | KTM       | +00:31:03 |  | 32      | Marek Dąbrowski        | KTM    | +08:48:55 |
| Etap ukończyło 100 motocykli |                    |           |           |  |         |                        |        |           |

| Miejsce                     | Klasyfikacja etapu | Marka  | Czas      |  | Miejsce | Klasyfikacja generalna | Marka  | Czas      |
| --------------------------- | ------------------ | ------ | --------- |  | ------- | ---------------------- | ------ | --------- |
| 1                           | Hélder Rodrigues   | Yamaha | 03:21:16  |  | 1       | Cyril Despres          | KTM    | 43:01:54  |
| 2                           | Cyril Despres      | KTM    | +00:00:47 |  | 2       | Marc Coma              | KTM    | +00:56:03 |
| 3                           | Jordi Viladoms     | KTM    | +00:03:00 |  | 3       | Hélder Rodrigues       | Yamaha | +01:11:27 |
|                             |                    |        |           |  |         |                        |        |           |
| 20                          | Jacek Czachor      | KTM    | +00:14:54 |  | 14      | Jacek Czachor          | KTM    | +04:37:52 |
| 31                          | Marek Dąbrowski    | KTM    | +00:30:46 |  | 30      | Marek Dąbrowski        | KTM    | +09:17:19 |
| Etap ukończyło 98 motocykli |                    |        |           |  |         |                        |        |           |

| Miejsce                     | Klasyfikacja etapu      | Marka | Czas      |  | Miejsce | Klasyfikacja generalna | Marka  | Czas      |
| --------------------------- | ----------------------- | ----- | --------- |  | ------- | ---------------------- | ------ | --------- |
| 1                           | Pål Anders Ullevålseter | KTM   | 00:22:26  |  | 1       | Cyril Despres          | KTM    | 43:28:11  |
| 2                           | Marc Coma               | KTM   | +00:01:08 |  | 2       | Marc Coma              | KTM    | +00:53:20 |
| 3                           | Stefan Svitko           | KTM   | +00:01:43 |  | 3       | Hélder Rodrigues       | Yamaha | +01:11:17 |
|                             |                         |       |           |  |         |                        |        |           |
| 12                          | Jacek Czachor           | KTM   | +00:05:08 |  | 13      | Jacek Czachor          | KTM    | +04:39:09 |
| 34                          | Marek Dąbrowski         | KTM   | +00:09:24 |  | 29      | Marek Dąbrowski        | KTM    | +09:22:52 |
| Etap ukończyło 97 motocykli |                         |       |           |  |         |                        |        |           |

### Quady
| Miejsce                                                                    | Klasyfikacja etapu | Marka  | Czas      |  | Miejsce | Klasyfikacja generalna | Marka  | Czas      |
| -------------------------------------------------------------------------- | ------------------ | ------ | --------- |  | ------- | ---------------------- | ------ | --------- |
| 1                                                                          | Sergio La Fuente   | Yamaha | 00:40:13  |  | 1       | Sergio La Fuente       | Yamaha | 00:40:13  |
| 2                                                                          | Marcos Patronelli  | Yamaha | +00:00:54 |  | 2       | Marcos Patronelli      | Yamaha | +00:00:54 |
| 3                                                                          | Tomas Maffei       | Yamaha | +00:01:17 |  | 3       | Tomas Maffei           | Yamaha | +00:01:17 |
|                                                                            |                    |        |           |  |         |                        |        |           |
| Polacy z racji niezgodnych z regulaminem maszyn zostali wykluczeni z rajdu |                    |        |           |  |         |                        |        |           |
| Etap ukończyło 25 quadów                                                   |                    |        |           |  |         |                        |        |           |

| Miejsce                 | Klasyfikacja etapu   | Marka  | Czas      |  | Miejsce | Klasyfikacja generalna | Marka  | Czas      |
| ----------------------- | -------------------- | ------ | --------- |  | ------- | ---------------------- | ------ | --------- |
| 1                       | Sergio La Fuente     | Yamaha | 03:49:56  |  | 1       | Sergio La Fuente       | Yamaha | 04:30:09  |
| 2                       | Alejandro Patronelli | Yamaha | +00:04:08 |  | 2       | Alejandro Patronelli   | Yamaha | +00:06:34 |
| 3                       | Tomas Maffei         | Yamaha | +00:08:35 |  | 3       | Tomas Maffei           | Yamaha | +00:09:42 |
| Etap ukończyło 24 quady |                      |        |           |  |         |                        |        |           |

| Miejsce                 | Klasyfikacja etapu      | Marka  | Czas      |  | Miejsce | Klasyfikacja generalna | Marka  | Czas      |
| ----------------------- | ----------------------- | ------ | --------- |  | ------- | ---------------------- | ------ | --------- |
| 1                       | Pablo Sebastian Copetti | Yamaha | 04:47:53  |  | 1       | Alejandro Patronelli   | Yamaha | 09:32:31  |
| 2                       | Marcos Patronelli       | Yamaha | +00:05:36 |  | 2       | Marcos Patronelli      | Yamaha | +00:00:55 |
| 3                       | Tomas Maffei            | Yamaha | +00:07:28 |  | 3       | Tomas Maffei           | Yamaha | +00:02:41 |
| Etap ukończyły 22 quady |                         |        |           |  |         |                        |        |           |

| Miejsce                  | Klasyfikacja etapu   | Marka  | Czas      |  | Miejsce | Klasyfikacja generalna | Marka  | Czas      |
| ------------------------ | -------------------- | ------ | --------- |  | ------- | ---------------------- | ------ | --------- |
| 1                        | Tomas Maffei         | Yamaha | 05:13:30  |  | 1       | Tomas Maffei           | Yamaha | 14:48:42  |
| 2                        | Alejandro Patronelli | Yamaha | +00:05:33 |  | 2       | Alejandro Patronelli   | Yamaha | +00:02:52 |
| 3                        | Marcos Patronelli    | Yamaha | +00:07:56 |  | 3       | Marcos Patronelli      | Yamaha | +00:06:10 |
| Etap ukończyło 19 quadów |                      |        |           |  |         |                        |        |           |

| Miejsce                  | Klasyfikacja etapu   | Marka  | Czas      |  | Miejsce | Klasyfikacja generalna | Marka  | Czas      |
| ------------------------ | -------------------- | ------ | --------- |  | ------- | ---------------------- | ------ | --------- |
| 1                        | Marcos Patronelli    | Yamaha | 02:58:37  |  | 1       | Tomas Maffei           | Yamaha | 17:51:27  |
| 2                        | Alejandro Patronelli | Yamaha | +00:01:58 |  | 2       | Alejandro Patronelli   | Yamaha | +00:00:35 |
| 3                        | Tomas Maffei         | Yamaha | +00:07:56 |  | 3       | Marcos Patronelli      | Yamaha | +00:02:02 |
| Etap ukończyło 18 quadów |                      |        |           |  |         |                        |        |           |

| Etap odwołany z powodu niekorzystnych warunków pogodowych panujących na przejściu granicznym w Andach przez które miała przebiegać trasa. |

| Miejsce                  | Klasyfikacja etapu   | Marka  | Czas      |  | Miejsce | Klasyfikacja generalna | Marka  | Czas      |
| ------------------------ | -------------------- | ------ | --------- |  | ------- | ---------------------- | ------ | --------- |
| 1                        | Alejandro Patronelli | Yamaha | 04:36:16  |  | 1       | Alejandro Patronelli   | Yamaha | 22:28:18  |
| 2                        | Ignacio Casale       | Yamaha | +00:17:10 |  | 2       | Tomas Maffei           | Yamaha | +00:58:53 |
| 3                        | Sergio La Fuente     | Yamaha | +00:33:59 |  | 3       | Marcos Patronelli      | Yamaha | +01:21:35 |
| Etap ukończyło 17 quadów |                      |        |           |  |         |                        |        |           |

| Miejsce                  | Klasyfikacja etapu   | Marka  | Czas      |  | Miejsce | Klasyfikacja generalna | Marka  | Czas      |
| ------------------------ | -------------------- | ------ | --------- |  | ------- | ---------------------- | ------ | --------- |
| 1                        | Marcos Patronelli    | Yamaha | 06:14:07  |  | 1       | Alejandro Patronelli   | Yamaha | 28:45:03  |
| 2                        | Alejandro Patronelli | Yamaha | +00:02:38 |  | 2       | Tomas Maffei           | Yamaha | +01:06:05 |
| 3                        | Tomas Maffei         | Yamaha | +00:09:50 |  | 3       | Marcos Patronelli      | Yamaha | +01:18:57 |
| Etap ukończyło 16 quadów |                      |        |           |  |         |                        |        |           |

| Miejsce                  | Klasyfikacja etapu   | Marka  | Czas      |  | Miejsce | Klasyfikacja generalna | Marka  | Czas      |
| ------------------------ | -------------------- | ------ | --------- |  | ------- | ---------------------- | ------ | --------- |
| 1                        | Alejandro Patronelli | Yamaha | 06:21:18  |  | 1       | Alejandro Patronelli   | Yamaha | 35:06:21  |
| 2                        | Marcos Patronelli    | Yamaha | +00:01:02 |  | 2       | Tomas Maffei           | Yamaha | +01:19:59 |
| 3                        | Tomas Maffei         | Yamaha | +00:44:07 |  | 3       | Marcos Patronelli      | Yamaha | +01:50:12 |
| Etap ukończyło 16 quadów |                      |        |           |  |         |                        |        |           |

| Miejsce                  | Klasyfikacja etapu   | Marka  | Czas      |  | Miejsce | Klasyfikacja generalna | Marka  | Czas      |
| ------------------------ | -------------------- | ------ | --------- |  | ------- | ---------------------- | ------ | --------- |
| 1                        | Tomas Maffei         | Yamaha | 05:10:08  |  | 1       | Alejandro Patronelli   | Yamaha | 40:29:55  |
| 2                        | Marcos Patronelli    | Yamaha | +00:12:56 |  | 2       | Marcos Patronelli      | Yamaha | +01:19:29 |
| 3                        | Alejandro Patronelli | Yamaha | +00:13:26 |  | 3       | Tomas Maffei           | Yamaha | +01:36:46 |
| Etap ukończyło 15 quadów |                      |        |           |  |         |                        |        |           |

| Miejsce                  | Klasyfikacja etapu   | Marka  | Czas      |  | Miejsce | Klasyfikacja generalna | Marka  | Czas      |
| ------------------------ | -------------------- | ------ | --------- |  | ------- | ---------------------- | ------ | --------- |
| 1                        | Alejandro Patronelli | Yamaha | 04:53:45  |  | 1       | Alejandro Patronelli   | Yamaha | 45:20:40  |
| 2                        | Marcos Patronelli    | Yamaha | +00:00:31 |  | 2       | Marcos Patronelli      | Yamaha | +01:20:00 |
| 3                        | Tomas Maffei         | Yamaha | +00:18:37 |  | 3       | Tomas Maffei           | Yamaha | +02:10:43 |
| Etap ukończyło 11 quadów |                      |        |           |  |         |                        |        |           |

| Miejsce                  | Klasyfikacja etapu   | Marka  | Czas      |  | Miejsce | Klasyfikacja generalna | Marka  | Czas      |
| ------------------------ | -------------------- | ------ | --------- |  | ------- | ---------------------- | ------ | --------- |
| 1                        | Marcos Patronelli    | Yamaha | 02:57:29  |  | 1       | Alejandro Patronelli   | Yamaha | 48:18:55  |
| 2                        | Alejandro Patronelli | Yamaha | +00:00:42 |  | 2       | Marcos Patronelli      | Yamaha | +01:19:18 |
| 3                        | Tomas Maffei         | Yamaha | +00:13:54 |  | 3       | Tomas Maffei           | Yamaha | +02:23:55 |
| Etap ukończyło 11 quadów |                      |        |           |  |         |                        |        |           |

| Miejsce                  | Klasyfikacja etapu   | Marka  | Czas      |  | Miejsce | Klasyfikacja generalna | Marka  | Czas      |
| ------------------------ | -------------------- | ------ | --------- |  | ------- | ---------------------- | ------ | --------- |
| 1                        | Tomas Maffei         | Yamaha | 04:00:42  |  | 1       | Alejandro Patronelli   | Yamaha | 52:27:53  |
| 2                        | Sergio La Fuente     | Yamaha | +00:07:04 |  | 2       | Marcos Patronelli      | Yamaha | +01:19:48 |
| 3                        | Alejandro Patronelli | Yamaha | +00:08:16 |  | 3       | Tomas Maffei           | Yamaha | +02:15:39 |
| Etap ukończyło 11 quadów |                      |        |           |  |         |                        |        |           |

| Miejsce                  | Klasyfikacja etapu   | Marka  | Czas      |  | Miejsce | Klasyfikacja generalna | Marka  | Czas      |
| ------------------------ | -------------------- | ------ | --------- |  | ------- | ---------------------- | ------ | --------- |
| 1                        | Tomas Maffei         | Yamaha | 00:29:44  |  | 1       | Alejandro Patronelli   | Yamaha | 53:01:47  |
| 2                        | Sergio La Fuente     | Yamaha | +00:00:49 |  | 2       | Marcos Patronelli      | Yamaha | +01:20:17 |
| 3                        | Alejandro Patronelli | Yamaha | +00:01:18 |  | 3       | Tomas Maffei           | Yamaha | +02:14:21 |
| Etap ukończyło 11 quadów |                      |        |           |  |         |                        |        |           |

### Samochody
| Miejsce                       | Klasyfikacja etapu                     | Marka            | Czas      |  | Miejsce | Klasyfikacja generalna                 | Marka            | Czas      |
| ----------------------------- | -------------------------------------- | ---------------- | --------- |  | ------- | -------------------------------------- | ---------------- | --------- |
| 1                             | Leonid Nowicki Andreas Schulz          | Mini All4 Racing | 00:32:12  |  | 1       | Leonid Nowicki Andreas Schulz          | Mini All4 Racing | 00:32:12  |
| 2                             | Krzysztof Hołowczyc Jean-Marc Fortin   | Mini All4 Racing | +00:00:05 |  | 2       | Krzysztof Hołowczyc Jean-Marc Fortin   | Mini All4 Racing | +00:00:05 |
| 3                             | Stéphane Peterhansel Jean Paul Cottret | Mini All4 Racing | +00:00:09 |  | 3       | Stéphane Peterhansel Jean Paul Cottret | Mini All4 Racing | +00:00:09 |
|                               |                                        |                  |           |  |         |                                        |                  |           |
| 70                            | Adam Małysz Rafał Marton               | Mitsubishi       | +00:17:28 |  | 70      | Adam Małysz Rafał Marton               | Mitsubishi       | +00:17:28 |
| 118                           | Piotr Beaupre Jacek Lisicki            | BMW              | +00:37:19 |  | 118     | Piotr Beaupre Jacek Lisicki            | BMW              | +00:37:19 |
| 153                           | Albert Gryszczuk Michał Krawczyk       | Mitsubishi       | +03:24:06 |  | 153     | Albert Gryszczuk Michał Krawczyk       | Mitsubishi       | +03:24:06 |
| Etap ukończyło 155 samochodów |                                        |                  |           |  |         |                                        |                  |           |

| Miejsce                       | Klasyfikacja etapu                     | Marka            | Czas      |  | Miejsce | Klasyfikacja generalna                 | Marka            | Czas              |
| ----------------------------- | -------------------------------------- | ---------------- | --------- |  | ------- | -------------------------------------- | ---------------- | ----------------- |
| 1                             | Nasir al-Atijja Lucas Cruz             | Hummer           | 02:47:18  |  | 1       | Stéphane Peterhansel Jean Paul Cottret | Mini All4 Racing | 03:20:33          |
| 2                             | Stéphane Peterhansel Jean Paul Cottret | Mini All4 Racing | +00:00:54 |  | 2       | Robby Gordon Johnny Campbell           | Hummer           | +00:02:28         |
| 3                             | Robby Gordon Johnny Campbell           | Hummer           | +00:02:42 |  | 3       | Krzysztof Hołowczyc Jean-Marc Fortin   | Mini All4 Racing | +00:02:33         |
|                               |                                        |                  |           |  |         |                                        |                  |                   |
| 4                             | Krzysztof Hołowczyc Jean-Marc Fortin   | Mini All4 Racing | +00:03:31 |  | 54      | Adam Małysz Rafał Marton               | Mitsubishi       | +01:46:53         |
| 49                            | Adam Małysz Rafał Marton               | Mitsubishi       | +01:30:28 |  | –       | Piotr Beaupre Jacek Lisicki            | BMW              | nie klasyfikowani |
| 127                           | Albert Gryszczuk Michał Krawczyk       | Mitsubishi       | +10:07:06 |  | –       | Albert Gryszczuk Michał Krawczyk       | Mitsubishi       | nie klasyfikowani |
| 128                           | Piotr Beaupre Jacek Lisicki            | BMW              | +10:07:53 |  |         |                                        |                  |                   |
| Etap ukończyło 128 samochodów |                                        |                  |           |  |         |                                        |                  |                   |

| Miejsce                       | Klasyfikacja etapu                   | Marka            | Czas      |  | Miejsce | Klasyfikacja generalna                | Marka            | Czas      |
| ----------------------------- | ------------------------------------ | ---------------- | --------- |  | ------- | ------------------------------------- | ---------------- | --------- |
| 1                             | Nani Roma Michel Périn               | Mini All4 Racing | 02:26:51  |  | 1       | Krzysztof Hołowczyc Jean-Marc Fortin  | Mini All4 Racing | 05:51:06  |
| 2                             | Krzysztof Hołowczyc Jean-Marc Fortin | Mini All4 Racing | +00:01:09 |  | 2       | Robby Gordon Johnny Campbell          | Hummer           | +00:00:54 |
| 3                             | Nasir al-Atijja Lucas Cruz           | Hummer           | +00:01:29 |  | 3       | Giniel de Villiers Dirk von Zitzewitz | Toyota           | +00:01:40 |
|                               |                                      |                  |           |  |         |                                       |                  |           |
| 59                            | Piotr Beaupre Jacek Lisicki          | BMW              | +00:58:05 |  | 51      | Adam Małysz Rafał Marton              | Mitsubishi       | +02:53:19 |
| 72                            | Adam Małysz Rafał Marton             | Mitsubishi       | +01:10:08 |  | 114     | Albert Gryszczuk Michał Krawczyk      | Mitsubishi       | +9:08:54  |
| 81                            | Albert Gryszczuk Michał Krawczyk     | Mitsubishi       | +1:24:11  |  | 119     | Piotr Beaupre Jacek Lisicki           | BMW              | +9:43:21  |
| Etap ukończyło 136 samochodów |                                      |                  |           |  |         |                                       |                  |           |

| Miejsce                       | Klasyfikacja etapu                     | Marka            | Czas      |  | Miejsce | Klasyfikacja generalna                 | Marka            | Czas      |
| ----------------------------- | -------------------------------------- | ---------------- | --------- |  | ------- | -------------------------------------- | ---------------- | --------- |
| 1                             | Stéphane Peterhansel Jean Paul Cottret | Mini All4 Racing | 03:49:33  |  | 1       | Stéphane Peterhansel Jean Paul Cottret | Mini All4 Racing | 09:43:20  |
| 2                             | Orlando Terranova Andy Grider          | Toyota           | +00:05:19 |  | 2       | Giniel de Villiers Dirk von Zitzewitz  | Toyota           | +00:05:41 |
| 3                             | Giniel de Villiers Dirk von Zitzewitz  | Toyota           | +00:06:42 |  | 3       | Nani Roma Michel Périn                 | Mini All4 Racing | +00:06:44 |
|                               |                                        |                  |           |  |         |                                        |                  |           |
| 5                             | Krzysztof Hołowczyc Jean-Marc Fortin   | Mini All4 Racing | +00:10:51 |  | 4       | Krzysztof Hołowczyc Jean-Marc Fortin   | Mini All4 Racing | +00:08:10 |
| 37                            | Piotr Beaupre Jacek Lisicki            | BMW              | +01:15:35 |  | 40      | Adam Małysz Rafał Marton               | Mitsubishi       | +04:06:59 |
| 38                            | Adam Małysz Rafał Marton               | Mitsubishi       | +01:16:21 |  | 99      | Piotr Beaupre Jacek Lisicki            | BMW              | +10:56:15 |
| 53                            | Albert Gryszczuk Michał Krawczyk       | Mitsubishi       | +01:38:30 |  | 109     | Albert Gryszczuk Michał Krawczyk       | Mitsubishi       | +14:35:45 |
| Etap ukończyło 119 samochodów |                                        |                  |           |  |         |                                        |                  |           |

| Miejsce                       | Klasyfikacja etapu                     | Marka            | Czas      |  | Miejsce | Klasyfikacja generalna                 | Marka            | Czas      |
| ----------------------------- | -------------------------------------- | ---------------- | --------- |  | ------- | -------------------------------------- | ---------------- | --------- |
| 1                             | Krzysztof Hołowczyc Jean-Marc Fortin   | Mini All4 Racing | 02:10:51  |  | 1       | Stéphane Peterhansel Jean Paul Cottret | Mini All4 Racing | 11:58:03  |
| 2                             | Robby Gordon Johnny Campbell           | Hummer           | +00:01:01 |  | 2       | Krzysztof Hołowczyc Jean-Marc Fortin   | Mini All4 Racing | +00:04:18 |
| 3                             | Stéphane Peterhansel Jean Paul Cottret | Mini All4 Racing | +00:03:52 |  | 3       | Nani Roma Michel Périn                 | Mini All4 Racing | +00:10:39 |
|                               |                                        |                  |           |  |         |                                        |                  |           |
| 36                            | Piotr Beaupre Jacek Lisicki            | BMW              | +01:16:51 |  | 40      | Adam Małysz Rafał Marton               | Mitsubishi       | +05:43:19 |
| 56                            | Adam Małysz Rafał Marton               | Mitsubishi       | +01:40:12 |  | 82      | Piotr Beaupre Jacek Lisicki            | BMW              | +12:09:14 |
| 75                            | Albert Gryszczuk Michał Krawczyk       | Mitsubishi       | +02:11:24 |  | 103     | Albert Gryszczuk Michał Krawczyk       | Mitsubishi       | +16:43:17 |
| Etap ukończyło 117 samochodów |                                        |                  |           |  |         |                                        |                  |           |

| Etap odwołany z powodu niekorzystnych warunków pogodowych panujących na przejściu granicznym w Andach przez które miała przebiegać trasa. |

| Miejsce                      | Klasyfikacja etapu                     | Marka            | Czas          |  | Miejsce | Klasyfikacja generalna                 | Marka            | Czas              |
| ---------------------------- | -------------------------------------- | ---------------- | ------------- |  | ------- | -------------------------------------- | ---------------- | ----------------- |
| 1                            | Nasir al-Atijja Lucas Cruz             | Hummer           | 03:26:57      |  | 1       | Stéphane Peterhansel Jean Paul Cottret | Mini All4 Racing | 15:32:53          |
| 2                            | Robby Gordon Johnny Campbell           | Hummer           | +00:07:30     |  | 2       | Krzysztof Hołowczyc Jean-Marc Fortin   | Mini All4 Racing | +00:11:22         |
| 3                            | Stéphane Peterhansel Jean Paul Cottret | Mini All4 Racing | +00:07:53     |  | 3       | Robby Gordon Johnny Campbell           | Hummer           | +00:13:09         |
|                              |                                        |                  |               |  |         |                                        |                  |                   |
| 4                            | Krzysztof Hołowczyc Jean-Marc Fortin   | Mini All4 Racing | +00:14:57     |  | 39      | Adam Małysz Rafał Marton               | Mitsubishi       | +09:17:11         |
| 45                           | Piotr Beaupre Jacek Lisicki            | BMW              | +03:27:22     |  | 59      | Piotr Beaupre Jacek Lisicki            | BMW              | +15:28:43         |
| 54                           | Adam Małysz Rafał Marton               | Mitsubishi       | +3:40:45      |  | –       | Albert Gryszczuk Michał Krawczyk       | Mitsubishi       | nie klasyfikowani |
| –                            | Albert Gryszczuk Michał Krawczyk       | Mitsubishi       | nie ukończyli |  |         |                                        |                  |                   |
| Etap ukończyło 95 samochodów |                                        |                  |               |  |         |                                        |                  |                   |

| Miejsce                      | Klasyfikacja etapu                   | Marka            | Czas      |  | Miejsce | Klasyfikacja generalna                 | Marka            | Czas      |
| ---------------------------- | ------------------------------------ | ---------------- | --------- |  | ------- | -------------------------------------- | ---------------- | --------- |
| 1                            | Nani Roma Michel Périn               | Mini All4 Racing | 04:25:44  |  | 1       | Stéphane Peterhansel Jean Paul Cottret | Mini All4 Racing | 20:04:15  |
| 2                            | Robby Gordon Johnny Campbell         | Hummer           | +00:00:05 |  | 2       | Robby Gordon Johnny Campbell           | Hummer           | +00:07:36 |
| 3                            | Krzysztof Hołowczyc Jean-Marc Fortin | Mini All4 Racing | +00:02:04 |  | 3       | Krzysztof Hołowczyc Jean-Marc Fortin   | Mini All4 Racing | +00:07:48 |
|                              |                                      |                  |           |  |         |                                        |                  |           |
| 40                           | Adam Małysz Rafał Marton             | Mitsubishi       | +01:49:42 |  | 37      | Adam Małysz Rafał Marton               | Mitsubishi       | +11:01:15 |
| 57                           | Piotr Beaupre Jacek Lisicki          | BMW              | +02:28:39 |  | 60      | Piotr Beaupre Jacek Lisicki            | BMW              | +17:51:44 |
| 61                           | Albert Gryszczuk Michał Krawczyk     | Mitsubishi       | +02:39:28 |  | 95      | Albert Gryszczuk Michał Krawczyk       | Mitsubishi       | +31:44:09 |
| Etap ukończyły 104 samochody |                                      |                  |           |  |         |                                        |                  |           |

| Miejsce                     | Klasyfikacja etapu                     | Marka            | Czas      |  | Miejsce | Klasyfikacja generalna                 | Marka            | Czas      |
| --------------------------- | -------------------------------------- | ---------------- | --------- |  | ------- | -------------------------------------- | ---------------- | --------- |
| 1                           | Robby Gordon Johnny Campbell           | Hummer           | 04:35:21  |  | 1       | Stéphane Peterhansel Jean Paul Cottret | Mini All4 Racing | 24:41:14  |
| 2                           | Stéphane Peterhansel Jean Paul Cottret | Mini All4 Racing | +00:01:38 |  | 2       | Robby Gordon Johnny Campbell           | Hummer           | +00:05:58 |
| 3                           | Nani Roma Michel Périn                 | Mini All4 Racing | +00:08:37 |  | 3       | Krzysztof Hołowczyc Jean-Marc Fortin   | Mini All4 Racing | +00:16:49 |
|                             |                                        |                  |           |  |         |                                        |                  |           |
| 4                           | Krzysztof Hołowczyc Jean-Marc Fortin   | Mini All4 Racing | +00:10:39 |  | 36      | Adam Małysz Rafał Marton               | Mitsubishi       | +13:16:09 |
| 35                          | Piotr Beaupre Jacek Lisicki            | BMW              | +02:10:25 |  | 52      | Piotr Beaupre Jacek Lisicki            | BMW              | +20:00:31 |
| 39                          | Adam Małysz Rafał Marton               | Mitsubishi       | +02:16:32 |  | 71      | Albert Gryszczuk Michał Krawczyk       | Mitsubishi       | +35:33:04 |
| 64                          | Albert Gryszczuk Michał Krawczyk       | Mitsubishi       | +03:20:31 |  |         |                                        |                  |           |
| Etap ukończyły 72 samochody |                                        |                  |           |  |         |                                        |                  |           |

| Miejsce                      | Klasyfikacja etapu                     | Marka            | Czas          |  | Miejsce | Klasyfikacja generalna                 | Marka            | Czas              |
| ---------------------------- | -------------------------------------- | ---------------- | ------------- |  | ------- | -------------------------------------- | ---------------- | ----------------- |
| 1                            | Nani Roma Michel Périn                 | Mini All4 Racing | 03:59:37      |  | 1       | Stéphane Peterhansel Jean Paul Cottret | Mini All4 Racing | 28:41:12          |
| 2                            | Stéphane Peterhansel Jean Paul Cottret | Mini All4 Racing | +00:00:21     |  | 2       | Nani Roma Michel Périn                 | Mini All4 Racing | +00:19:05         |
| 3                            | Giniel de Villiers Dirk von Zitzewitz  | Toyota           | +00:07:44     |  | 3       | Robby Gordon Johnny Campbell           | Hummer           | +00:19:51         |
|                              |                                        |                  |               |  |         |                                        |                  |                   |
| 33                           | Adam Małysz Rafał Marton               | Mitsubishi       | +03:02:40     |  | 13      | Krzysztof Hołowczyc Jean-Marc Fortin   | Mini All4 Racing | +05:44:57         |
| 49                           | Piotr Beaupre Jacek Lisicki            | BMW              | +03:40:59     |  | 33      | Adam Małysz Rafał Marton               | Mitsubishi       | +16:18:28         |
| 72                           | Krzysztof Hołowczyc Jean-Marc Fortin   | Mini All4 Racing | +05:28:29     |  | 52      | Piotr Beaupre Jacek Lisicki            | BMW              | +23:41:09         |
| –                            | Albert Gryszczuk Michał Krawczyk       | Mitsubishi       | nie ukończyli |  | –       | Albert Gryszczuk Michał Krawczyk       | Mitsubishi       | nie klasyfikowani |
| Etap ukończyło 79 samochodów |                                        |                  |               |  |         |                                        |                  |                   |

| Miejsce                      | Klasyfikacja etapu                     | Marka            | Czas          |  | Miejsce | Klasyfikacja generalna                 | Marka            | Czas              |
| ---------------------------- | -------------------------------------- | ---------------- | ------------- |  | ------- | -------------------------------------- | ---------------- | ----------------- |
| 1                            | Stéphane Peterhansel Jean Paul Cottret | Mini All4 Racing | 03:56:53      |  | 1       | Stéphane Peterhansel Jean Paul Cottret | Mini All4 Racing | 32:38:05          |
| 2                            | Nani Roma Michel Périn                 | Mini All4 Racing | +00:03:44     |  | 2       | Nani Roma Michel Périn                 | Mini All4 Racing | +00:22:49         |
| 3                            | Ricardo Leal Dos Santos Paulo Fiuza    | Mini All4 Racing | +00:08:56     |  | 3       | Giniel de Villiers Dirk von Zitzewitz  | Toyota           | +01:11:01         |
|                              |                                        |                  |               |  |         |                                        |                  |                   |
| 6                            | Krzysztof Hołowczyc Jean-Marc Fortin   | Mini All4 Racing | +00:12:15     |  | 11      | Krzysztof Hołowczyc Jean-Marc Fortin   | Mini All4 Racing | +05:57:12         |
| 67                           | Adam Małysz Rafał Marton               | Mitsubishi       | +08:47:42     |  | –       | Adam Małysz Rafał Marton               | Mitsubishi       | nie klasyfikowani |
| –                            | Piotr Beaupre Jacek Lisicki            | BMW              | nie ukończyli |  | –       | Piotr Beaupre Jacek Lisicki            | BMW              | nie klasyfikowani |
| –                            | Albert Gryszczuk Michał Krawczyk       | Mitsubishi       | nie ukończyli |  | –       | Albert Gryszczuk Michał Krawczyk       | Mitsubishi       | nie klasyfikowani |
| Etap ukończyło 67 samochodów |                                        |                  |               |  |         |                                        |                  |                   |

| Miejsce                     | Klasyfikacja etapu                    | Marka            | Czas          |  | Miejsce | Klasyfikacja generalna                 | Marka            | Czas              |
| --------------------------- | ------------------------------------- | ---------------- | ------------- |  | ------- | -------------------------------------- | ---------------- | ----------------- |
| 1                           | Robby Gordon Johnny Campbell          | Hummer           | 02:14:32      |  | 1       | Stéphane Peterhansel Jean Paul Cottret | Mini All4 Racing | 35:19:04          |
| 2                           | Leonid Nowicki Andreas Schulz         | Mini All4 Racing | +00:15:18     |  | 2       | Nani Roma Michel Périn                 | Mini All4 Racing | +00:20:00         |
| 3                           | Giniel de Villiers Dirk von Zitzewitz | Toyota           | +00:22:06     |  | 3       | Giniel de Villiers Dirk von Zitzewitz  | Toyota           | +01:06:40         |
|                             |                                       |                  |               |  |         |                                        |                  |                   |
| 12                          | Krzysztof Hołowczyc Jean-Marc Fortin  | Mini All4 Racing | +00:49:55     |  | 11      | Krzysztof Hołowczyc Jean-Marc Fortin   | Mini All4 Racing | +06:20:40         |
| 38                          | Adam Małysz Rafał Marton              | Mitsubishi       | +02:12:12     |  | 38      | Adam Małysz Rafał Marton               | Mitsubishi       | +26:41:40         |
| 42                          | Piotr Beaupre Jacek Lisicki           | BMW              | +02:20:08     |  | 56      | Piotr Beaupre Jacek Lisicki            | BMW              | +40:27:36         |
| –                           | Albert Gryszczuk Michał Krawczyk      | Mitsubishi       | nie ukończyli |  | –       | Albert Gryszczuk Michał Krawczyk       | Mitsubishi       | nie klasyfikowani |
| Etap ukończyły 74 samochody |                                       |                  |               |  |         |                                        |                  |                   |

| Miejsce                     | Klasyfikacja etapu                     | Marka            | Czas      |  | Miejsce | Klasyfikacja generalna                 | Marka            | Czas      |
| --------------------------- | -------------------------------------- | ---------------- | --------- |  | ------- | -------------------------------------- | ---------------- | --------- |
| 1                           | Stéphane Peterhansel Jean Paul Cottret | Mini All4 Racing | 03:09:47  |  | 1       | Stéphane Peterhansel Jean Paul Cottret | Mini All4 Racing | 38:28:51  |
| 2                           | Giniel de Villiers Dirk von Zitzewitz  | Toyota           | +00:08:29 |  | 2       | Nani Roma Michel Périn                 | Mini All4 Racing | +00:42:57 |
| 3                           | Leonid Nowicki Andreas Schulz          | Mini All4 Racing | +00:12:55 |  | 3       | Giniel de Villiers Dirk von Zitzewitz  | Toyota           | +01:15:09 |
|                             |                                        |                  |           |  |         |                                        |                  |           |
| 12                          | Krzysztof Hołowczyc Jean-Marc Fortin   | Mini All4 Racing | +00:41:32 |  | 10      | Krzysztof Hołowczyc Jean-Marc Fortin   | Mini All4 Racing | +07:02:12 |
| 28                          | Adam Małysz Rafał Marton               | Mitsubishi       | +02:02:15 |  | 38      | Adam Małysz Rafał Marton               | Mitsubishi       | +28:53:18 |
| 55                          | Piotr Beaupre Jacek Lisicki            | BMW              | +04:32:15 |  | 53      | Piotr Beaupre Jacek Lisicki            | BMW              | +45:09:20 |
| Etap ukończyły 72 samochody |                                        |                  |           |  |         |                                        |                  |           |

| Miejsce                      | Klasyfikacja etapu                   | Marka            | Czas      |  | Miejsce | Klasyfikacja generalna                 | Marka            | Czas      |
| ---------------------------- | ------------------------------------ | ---------------- | --------- |  | ------- | -------------------------------------- | ---------------- | --------- |
| 1                            | Robby Gordon Johnny Campbell         | Hummer           | 00:22:43  |  | 1       | Stéphane Peterhansel Jean Paul Cottret | Mini All4 Racing | 38:54:46  |
| 2                            | Ricardo Leal Dos Santos Paulo Fiuza  | Mini All4 Racing | +00:00:21 |  | 2       | Nani Roma Michel Périn                 | Mini All4 Racing | +00:41:56 |
| 3                            | Krzysztof Hołowczyc Jean-Marc Fortin | Mini All4 Racing | +00:00:38 |  | 3       | Giniel de Villiers Dirk von Zitzewitz  | Toyota           | +01:13:25 |
|                              |                                      |                  |           |  |         |                                        |                  |           |
| 41                           | Adam Małysz Rafał Marton             | Mitsubishi       | +00:11:56 |  | 10      | Krzysztof Hołowczyc Jean-Marc Fortin   | Mini All4 Racing | +06:59:38 |
| 42                           | Piotr Beaupre Jacek Lisicki          | BMW              | +00:12:21 |  | 38      | Adam Małysz Rafał Marton               | Mitsubishi       | +28:10:36 |
|                              |                                      |                  |           |  | 53      | Piotr Beaupre Jacek Lisicki            | BMW              | +44:27:03 |
| Etap ukończyło 78 samochodów |                                      |                  |           |  |         |                                        |                  |           |

### Ciężarówki
| Miejsce                      | Klasyfikacja etapu                                          | Marka    | Czas      |  | Miejsce | Klasyfikacja generalna                                      | Marka    | Czas      |
| ---------------------------- | ----------------------------------------------------------- | -------- | --------- |  | ------- | ----------------------------------------------------------- | -------- | --------- |
| 1                            | Marcel van Vliet Bell Peter Serge Bruynkens                 | MAN      | 00:37:45  |  | 1       | Marcel van Vliet Bell Peter Serge Bruynkens                 | MAN      | 00:37:45  |
| 2                            | Gerard de Rooy Dariusz Rodewald Tom Colsoul                 | IVECO    | +00:00:26 |  | 2       | Gerard de Rooy Dariusz Rodewald Tom Colsoul                 | IVECO    | +00:00:26 |
| 3                            | Franz Echter Detlef Ruf Artur Klein                         | MAN      | +00:00:56 |  | 3       | Franz Echter Detlef Ruf Artur Klein                         | MAN      | +00:00:56 |
|                              |                                                             |          |           |  |         |                                                             |          |           |
| 27                           | Józef Cabała Jakub First Josef Kalina                       | LIAZ     | +00:10:45 |  | 27      | Józef Cabała Jakub First Josef Kalina                       | LIAZ     | +00:10:45 |
| 45                           | Grzegorz Baran Wojciech Białowąs Ernest Górecki             | MAN      | +00:28:39 |  | 45      | Grzegorz Baran Wojciech Białowąs Ernest Górecki             | MAN      | +00:28:39 |
| 56                           | Robert Szustkowski Robert Jan Szustkowski Jarosław Kazberuk | Mercedes | +00:44:48 |  | 56      | Robert Szustkowski Robert Jan Szustkowski Jarosław Kazberuk | Mercedes | +00:44:48 |
| Etap ukończyły 73 ciężarówki |                                                             |          |           |  |         |                                                             |          |           |

| Miejsce                      | Klasyfikacja etapu                                          | Marka    | Czas      |  | Miejsce | Klasyfikacja generalna                                      | Marka    | Czas      |
| ---------------------------- | ----------------------------------------------------------- | -------- | --------- |  | ------- | ----------------------------------------------------------- | -------- | --------- |
| 1                            | Gerard de Rooy Dariusz Rodewald Tom Colsoul                 | IVECO    | 03:10:00  |  | 1       | Gerard de Rooy Dariusz Rodewald Tom Colsoul                 | IVECO    | 03:48:11  |
| 2                            | Eduard Nikołajew Siergiej Sawostin Władimir Rybakow         | KAMAZ    | +00:03:21 |  | 2       | Eduard Nikołajew Siergiej Sawostin Władimir Rybakow         | KAMAZ    | +00:05:30 |
| 3                            | Hans Stacey Hans van Goor Bernard Der Kinderen              | IVECO    | +00:04:56 |  | 3       | Hans Stacey Hans van Goor Bernard Der Kinderen              | IVECO    | +00:05:49 |
|                              |                                                             |          |           |  |         |                                                             |          |           |
| 27                           | Józef Cabała Jakub First Josef Kalina                       | LIAZ     | +01:39:59 |  | 27      | Józef Cabała Jakub First Josef Kalina                       | LIAZ     | +01:50:18 |
| 40                           | Grzegorz Baran Wojciech Białowąs Ernest Górecki             | MAN      | +03:06:26 |  | 41      | Grzegorz Baran Wojciech Białowąs Ernest Górecki             | MAN      | +03:34:39 |
| 43                           | Robert Szustkowski Robert Jan Szustkowski Jarosław Kazberuk | Mercedes | +03:18:25 |  | 44      | Robert Szustkowski Robert Jan Szustkowski Jarosław Kazberuk | Mercedes | +04:02:47 |
| Etap ukończyło 56 ciężarówek |                                                             |          |           |  |         |                                                             |          |           |

| Miejsce                      | Klasyfikacja etapu                                          | Marka    | Czas      |  | Miejsce | Klasyfikacja generalna                                      | Marka    | Czas      |
| ---------------------------- | ----------------------------------------------------------- | -------- | --------- |  | ------- | ----------------------------------------------------------- | -------- | --------- |
| 1                            | Miki Biasion Michel Huisman Giorgio Albiero                 | IVECO    | 02:50:53  |  | 1       | Artur Ardawiczus Aleksej Kuzmicz Nurłan Turłubajew          | KAMAZ    | 06:47:33  |
| 2                            | Artur Ardawiczus Aleksej Kuzmicz Nurłan Turłubajew          | KAMAZ    | +00:01:09 |  | 2       | Gerard de Rooy Dariusz Rodewald Tom Colsoul                 | IVECO    | +00:00:28 |
| 3                            | Andriej Karginow Igor Dewiatkin Andriej Mokjew              | KAMAZ    | +00:02:19 |  | 3       | Miki Biasion Michel Huisman Giorgio Albiero                 | IVECO    | +00:01:51 |
|                              |                                                             |          |           |  |         |                                                             |          |           |
| 7                            | Gerard de Rooy Dariusz Rodewald Tom Colsoul                 | IVECO    | +00:08:57 |  | 24      | Józef Cabała Jakub First Josef Kalina                       | LIAZ     | +02:35:37 |
| 28                           | Józef Cabała Jakub First Josef Kalina                       | LIAZ     | +00:53:48 |  | 36      | Grzegorz Baran Wojciech Białowąs Ernest Górecki             | MAN      | +04:40:18 |
| 38                           | Robert Szustkowski Robert Jan Szustkowski Jarosław Kazberuk | Mercedes | +01:12:16 |  | 39      | Robert Szustkowski Robert Jan Szustkowski Jarosław Kazberuk | Mercedes | +05:06:34 |
| 40                           | Grzegorz Baran Wojciech Białowąs Ernest Górecki             | MAN      | +01:14:08 |  |         |                                                             |          |           |
| Etap ukończyło 68 ciężarówek |                                                             |          |           |  |         |                                                             |          |           |

| Miejsce                      | Klasyfikacja etapu                                          | Marka    | Czas      |  | Miejsce | Klasyfikacja generalna                                      | Marka    | Czas      |
| ---------------------------- | ----------------------------------------------------------- | -------- | --------- |  | ------- | ----------------------------------------------------------- | -------- | --------- |
| 1                            | Gerard de Rooy Dariusz Rodewald Tom Colsoul                 | IVECO    | 04:22:12  |  | 1       | Gerard de Rooy Dariusz Rodewald Tom Colsoul                 | IVECO    | 11:10:13  |
| 2                            | Hans Stacey Hans van Goor Bernard Der Kinderen              | IVECO    | +00:01:13 |  | 2       | Hans Stacey Hans van Goor Bernard Der Kinderen              | IVECO    | +00:02:42 |
| 3                            | Miki Biasion Michel Huisman Giorgio Albiero                 | IVECO    | +00:01:43 |  | 3       | Miki Biasion Michel Huisman Giorgio Albiero                 | IVECO    | +00:03:06 |
|                              |                                                             |          |           |  |         |                                                             |          |           |
| 27                           | Józef Cabała Jakub First Josef Kalina                       | LIAZ     | +01:10:25 |  | 24      | Józef Cabała Jakub First Josef Kalina                       | LIAZ     | +03:45:34 |
| 31                           | Grzegorz Baran Wojciech Białowąs Ernest Górecki             | MAN      | +01:22:09 |  | 35      | Grzegorz Baran Wojciech Białowąs Ernest Górecki             | MAN      | +06:01:59 |
| 52                           | Robert Szustkowski Robert Jan Szustkowski Jarosław Kazberuk | Mercedes | +02:28:45 |  | 39      | Robert Szustkowski Robert Jan Szustkowski Jarosław Kazberuk | Mercedes | +07:34:51 |
| Etap ukończyło 61 ciężarówek |                                                             |          |           |  |         |                                                             |          |           |

| Miejsce                      | Klasyfikacja etapu                                          | Marka    | Czas      |  | Miejsce | Klasyfikacja generalna                                      | Marka    | Czas      |
| ---------------------------- | ----------------------------------------------------------- | -------- | --------- |  | ------- | ----------------------------------------------------------- | -------- | --------- |
| 1                            | Gerard de Rooy Dariusz Rodewald Tom Colsoul                 | IVECO    | 02:34:30  |  | 1       | Gerard de Rooy Dariusz Rodewald Tom Colsoul                 | IVECO    | 13:44:43  |
| 2                            | Ales Loprais Petr Almáši Michal Ernst                       | TATRA    | +00:00:14 |  | 2       | Hans Stacey Hans van Goor Bernard Der Kinderen              | IVECO    | +00:04:21 |
| 3                            | Miki Biasion Michel Huisman Giorgio Albiero                 | IVECO    | +00:01:19 |  | 3       | Miki Biasion Michel Huisman Giorgio Albiero                 | IVECO    | +00:04:25 |
|                              |                                                             |          |           |  |         |                                                             |          |           |
| 15                           | Józef Cabała Jakub First Josef Kalina                       | LIAZ     | +00:33:56 |  | 19      | Józef Cabała Jakub First Josef Kalina                       | LIAZ     | +04:19:30 |
| 36                           | Grzegorz Baran Wojciech Białowąs Ernest Górecki             | MAN      | +01:53:14 |  | 31      | Grzegorz Baran Wojciech Białowąs Ernest Górecki             | MAN      | +07:55:13 |
| 53                           | Robert Szustkowski Robert Jan Szustkowski Jarosław Kazberuk | Mercedes | +03:35:49 |  | 41      | Robert Szustkowski Robert Jan Szustkowski Jarosław Kazberuk | Mercedes | +11:10:40 |
| Etap ukończyło 63 ciężarówki |                                                             |          |           |  |         |                                                             |          |           |

| Etap odwołany z powodu niekorzystnych warunków pogodowych panujących na przejściu granicznym w Andach przez które miała przebiegać trasa. |

| Miejsce                      | Klasyfikacja etapu                                          | Marka    | Czas          |  | Miejsce | Klasyfikacja generalna                                      | Marka    | Czas              |
| ---------------------------- | ----------------------------------------------------------- | -------- | ------------- |  | ------- | ----------------------------------------------------------- | -------- | ----------------- |
| 1                            | Gerard de Rooy Dariusz Rodewald Tom Colsoul                 | IVECO    | 04:20:32      |  | 1       | Gerard de Rooy Dariusz Rodewald Tom Colsoul                 | IVECO    | 18:05:15          |
| 2                            | Ales Loprais Petr Almáši Michal Ernst                       | TATRA    | +00:03:59     |  | 2       | Ales Loprais Petr Almáši Michal Ernst                       | TATRA    | +00:17:10         |
| 3                            | Andriej Karginow Igor Dewiatkin Andriej Mokiew              | KAMAZ    | +00:16:30     |  | 3       | Hans Stacey Hans van Goor Bernard Der Kinderen              | IVECO    | +00:33:14         |
|                              |                                                             |          |               |  |         |                                                             |          |                   |
| 38                           | Robert Szustkowski Robert Jan Szustkowski Jarosław Kazberuk | Mercedes | +07:20:22     |  | 38      | Robert Szustkowski Robert Jan Szustkowski Jarosław Kazberuk | Mercedes | +18:31:02         |
| 47                           | Grzegorz Baran Wojciech Białowąs Ernest Górecki             | MAN      | +10:15:49     |  | 40      | Grzegorz Baran Wojciech Białowąs Ernest Górecki             | MAN      | +20:34:41         |
| –                            | Józef Cabała Jakub First Josef Kalina                       | LIAZ     | nie ukończyli |  | –       | Józef Cabała Jakub First Josef Kalina                       | LIAZ     | nie klasyfikowani |
| Etap ukończyło 51 ciężarówek |                                                             |          |               |  |         |                                                             |          |                   |

| Miejsce                      | Klasyfikacja etapu                                          | Marka    | Czas      |  | Miejsce | Klasyfikacja generalna                                      | Marka    | Czas      |
| ---------------------------- | ----------------------------------------------------------- | -------- | --------- |  | ------- | ----------------------------------------------------------- | -------- | --------- |
| 1                            | Ales Loprais Petr Almáši Michal Ernst                       | TATRA    | 05:07:17  |  | 1       | Gerard de Rooy Dariusz Rodewald Tom Colsoul                 | IVECO    | 23:14:03  |
| 2                            | Gerard de Rooy Dariusz Rodewald Tom Colsoul                 | IVECO    | +00:01:31 |  | 2       | Ales Loprais Petr Almáši Michal Ernst                       | TATRA    | +00:15:39 |
| 3                            | Miki Biasion Michel Huisman Giorgio Albiero                 | IVECO    | +00:12:20 |  | 3       | Hans Stacey Hans van Goor Bernard Der Kinderen              | IVECO    | +00:48:06 |
|                              |                                                             |          |           |  |         |                                                             |          |           |
| 36                           | Grzegorz Baran Wojciech Białowąs Ernest Górecki             | MAN      | +02:08:28 |  | 38      | Robert Szustkowski Robert Jan Szustkowski Jarosław Kazberuk | Mercedes | +21:05:47 |
| 47                           | Robert Szustkowski Robert Jan Szustkowski Jarosław Kazberuk | Mercedes | +02:36:16 |  | 40      | Grzegorz Baran Wojciech Białowąs Ernest Górecki             | MAN      | +22:41:38 |
| Etap ukończyło 61 ciężarówek |                                                             |          |           |  |         |                                                             |          |           |

| Miejsce                      | Klasyfikacja etapu                                          | Marka    | Czas      |  | Miejsce | Klasyfikacja generalna                                      | Marka    | Czas      |
| ---------------------------- | ----------------------------------------------------------- | -------- | --------- |  | ------- | ----------------------------------------------------------- | -------- | --------- |
| 1                            | Miki Biasion Michel Huisman Giorgio Albiero                 | IVECO    | 05:29:02  |  | 1       | Gerard de Rooy Dariusz Rodewald Tom Colsoul                 | IVECO    | 28:43:59  |
| 2                            | Hans Stacey Hans van Goor Bernard Der Kinderen              | IVECO    | +00:00:20 |  | 2       | Hans Stacey Hans van Goor Bernard Der Kinderen              | IVECO    | +00:47:32 |
| 3                            | Gerard de Rooy Dariusz Rodewald Tom Colsoul                 | IVECO    | +00:00:54 |  | 3       | Artur Ardawiczus Aleksej Kuzmicz Nurłan Turłubajew          | KAMAZ    | +01:06:40 |
|                              |                                                             |          |           |  |         |                                                             |          |           |
| 29                           | Grzegorz Baran Wojciech Białowąs Ernest Górecki             | MAN      | +02:08:49 |  | 31      | Robert Szustkowski Robert Jan Szustkowski Jarosław Kazberuk | Mercedes | +23:41:44 |
| 35                           | Robert Szustkowski Robert Jan Szustkowski Jarosław Kazberuk | Mercedes | +02:36:51 |  | 33      | Grzegorz Baran Wojciech Białowąs Ernest Górecki             | MAN      | +24:31:17 |
| Etap ukończyło 37 ciężarówek |                                                             |          |           |  |         |                                                             |          |           |

| Miejsce                      | Klasyfikacja etapu                                          | Marka    | Czas      |  | Miejsce | Klasyfikacja generalna                                      | Marka    | Czas      |
| ---------------------------- | ----------------------------------------------------------- | -------- | --------- |  | ------- | ----------------------------------------------------------- | -------- | --------- |
| 1                            | Artur Ardawiczus Aleksej Kuzmicz Nurłan Turłubajew          | KAMAZ    | 05:06:11  |  | 1       | Gerard de Rooy Dariusz Rodewald Tom Colsoul                 | IVECO    | 33:52:33  |
| 2                            | Andriej Karginow Igor Dewiatkin Andriej Mokjew              | KAMAZ    | +00:02:18 |  | 2       | Hans Stacey Hans van Goor Bernard Der Kinderen              | IVECO    | +00:59:27 |
| 3                            | Gerard de Rooy Dariusz Rodewald Tom Colsoul                 | IVECO    | +00:02:23 |  | 3       | Artur Ardawiczus Aleksej Kuzmicz Nurłan Turłubajew          | KAMAZ    | +01:04:17 |
|                              |                                                             |          |           |  |         |                                                             |          |           |
| 24                           | Robert Szustkowski Robert Jan Szustkowski Jarosław Kazberuk | Mercedes | +02:40:10 |  | 25      | Robert Szustkowski Robert Jan Szustkowski Jarosław Kazberuk | Mercedes | +25:37:41 |
| 35                           | Grzegorz Baran Wojciech Białowąs Ernest Górecki             | MAN      | +04:04:15 |  | 33      | Grzegorz Baran Wojciech Białowąs Ernest Górecki             | MAN      | +28:33:09 |
| Etap ukończyło 39 ciężarówek |                                                             |          |           |  |         |                                                             |          |           |

| Miejsce                      | Klasyfikacja etapu                                          | Marka    | Czas      |  | Miejsce | Klasyfikacja generalna                                      | Marka    | Czas              |
| ---------------------------- | ----------------------------------------------------------- | -------- | --------- |  | ------- | ----------------------------------------------------------- | -------- | ----------------- |
| 1                            | Andriej Karginow Igor Dewiatkin Andriej Mokjew              | KAMAZ    | 03:52:50  |  | 1       | Gerard de Rooy Dariusz Rodewald Tom Colsoul                 | IVECO    | 37:51:55          |
| 2                            | Hans Stacey Hans van Goor Bernard Der Kinderen              | IVECO    | +00:03:03 |  | 2       | Hans Stacey Hans van Goor Bernard Der Kinderen              | IVECO    | +00:55:58         |
| 3                            | Miki Biasion Michel Huisman Giorgio Albiero                 | IVECO    | +00:05:02 |  | 3       | Artur Ardawiczus Aleksej Kuzmicz Nurłan Turłubajew          | KAMAZ    | +01:20:29         |
|                              |                                                             |          |           |  |         |                                                             |          |                   |
| 4                            | Gerard de Rooy Dariusz Rodewald Tom Colsoul                 | IVECO    | +00:06:32 |  | 30      | Robert Szustkowski Robert Jan Szustkowski Jarosław Kazberuk | Mercedes | +28:08:08         |
| 22                           | Robert Szustkowski Robert Jan Szustkowski Jarosław Kazberuk | Mercedes | +02:03:50 |  | –       | Grzegorz Baran Wojciech Białowąs Ernest Górecki             | MAN      | nie klasyfikowani |
| 48                           | Grzegorz Baran Wojciech Białowąs Ernest Górecki             | MAN      | +05:16:39 |  |         |                                                             |          |                   |
| Etap ukończyło 50 ciężarówek |                                                             |          |           |  |         |                                                             |          |                   |

| Miejsce                      | Klasyfikacja etapu                                          | Marka    | Czas      |  | Miejsce | Klasyfikacja generalna                                      | Marka    | Czas      |
| ---------------------------- | ----------------------------------------------------------- | -------- | --------- |  | ------- | ----------------------------------------------------------- | -------- | --------- |
| 1                            | Gerard de Rooy Dariusz Rodewald Tom Colsoul                 | IVECO    | 02:59:00  |  | 1       | Gerard de Rooy Dariusz Rodewald Tom Colsoul                 | IVECO    | 40:50:55  |
| 2                            | Hans Stacey Hans van Goor Bernard Der Kinderen              | IVECO    | +00:00:32 |  | 2       | Hans Stacey Hans van Goor Bernard Der Kinderen              | IVECO    | +00:56:30 |
| 3                            | Miki Biasion Michel Huisman Giorgio Albiero                 | IVECO    | +00:00:32 |  | 3       | Artur Ardawiczus Aleksej Kuzmicz Nurłan Turłubajew          | KAMAZ    | +01:39:43 |
|                              |                                                             |          |           |  |         |                                                             |          |           |
| 27                           | Robert Szustkowski Robert Jan Szustkowski Jarosław Kazberuk | Mercedes | +01:45:32 |  | 30      | Robert Szustkowski Robert Jan Szustkowski Jarosław Kazberuk | Mercedes | +29:45:01 |
| 38                           | Grzegorz Baran Wojciech Białowąs Ernest Górecki             | MAN      | +02:51:00 |  | 35      | Grzegorz Baran Wojciech Białowąs Ernest Górecki             | MAN      | +36:35:09 |
| Etap ukończyło 48 ciężarówek |                                                             |          |           |  |         |                                                             |          |           |

| Miejsce                      | Klasyfikacja etapu                                          | Marka    | Czas      |  | Miejsce | Klasyfikacja generalna                                      | Marka    | Czas      |
| ---------------------------- | ----------------------------------------------------------- | -------- | --------- |  | ------- | ----------------------------------------------------------- | -------- | --------- |
| 1                            | Andriej Karginow Igor Dewiatkin Andriej Mokjew              | KAMAZ    | 03:33:27  |  | 1       | Gerard de Rooy Dariusz Rodewald Tom Colsoul                 | IVECO    | 44:49:00  |
| 2                            | André de Azevedo Maykel Justo Jaromir Martinec              | Tatra    | +00:20:14 |  | 2       | Hans Stacey Hans van Goor Bernard Der Kinderen              | IVECO    | +00:53:16 |
| 3                            | Hans Stacey Hans van Goor Bernard Der Kinderen              | IVECO    | +00:22:09 |  | 3       | Artur Ardawiczus Aleksej Kuzmicz Nurłan Turłubajew          | KAMAZ    | +01:48:25 |
|                              |                                                             |          |           |  |         |                                                             |          |           |
| 6                            | Gerard de Rooy Dariusz Rodewald Tom Colsoul                 | IVECO    | +00:25:23 |  | 28      | Robert Szustkowski Robert Jan Szustkowski Jarosław Kazberuk | Mercedes | +32:37:11 |
| 36                           | Robert Szustkowski Robert Jan Szustkowski Jarosław Kazberuk | Mercedes | +04:04:51 |  | 35      | Grzegorz Baran Wojciech Białowąs Ernest Górecki             | MAN      | +42:26:06 |
| 46                           | Grzegorz Baran Wojciech Białowąs Ernest Górecki             | MAN      | +06:03:38 |  |         |                                                             |          |           |
| Etap ukończyło 50 ciężarówek |                                                             |          |           |  |         |                                                             |          |           |

| Miejsce                      | Klasyfikacja etapu                                          | Marka    | Czas      |  | Miejsce | Klasyfikacja generalna                                      | Marka    | Czas      |
| ---------------------------- | ----------------------------------------------------------- | -------- | --------- |  | ------- | ----------------------------------------------------------- | -------- | --------- |
| 1                            | Miki Biasion Michel Huisman Giorgio Albiero                 | IVECO    | 00:27:22  |  | 1       | Gerard de Rooy Dariusz Rodewald Tom Colsoul                 | IVECO    | 45:20:47  |
| 2                            | Ilgizar Mardiejew Wiaczesław Mizjukajew Dmitrij Sotnikow    | KAMAZ    | +00:01:26 |  | 2       | Hans Stacey Hans van Goor Bernard Der Kinderen              | IVECO    | +00:51:19 |
| 3                            | Hans Stacey Hans van Goor Bernard Der Kinderen              | IVECO    | +00:01:43 |  | 3       | Artur Ardawiczus Aleksej Kuzmicz Nurłan Turłubajew          | KAMAZ    | +01:47:45 |
|                              |                                                             |          |           |  |         |                                                             |          |           |
| 6                            | Gerard de Rooy Dariusz Rodewald Tom Colsoul                 | IVECO    | +00:03:40 |  | 30      | Robert Szustkowski Robert Jan Szustkowski Jarosław Kazberuk | Mercedes | +33:34:08 |
| 31                           | Robert Szustkowski Robert Jan Szustkowski Jarosław Kazberuk | Mercedes | +00:14:17 |  | 36      | Grzegorz Baran Wojciech Białowąs Ernest Górecki             | MAN      | +42:24:05 |
| 34                           | Grzegorz Baran Wojciech Białowąs Ernest Górecki             | MAN      | +00:15:19 |  |         |                                                             |          |           |
| Etap ukończyło 60 ciężarówek |                                                             |          |           |  |         |                                                             |          |           |

## Klasyfikacja końcowa

### Motocykle
| Poz. | Nr  | Zawodnik                | Motocykl              | Czas        | Strata      |
| ---- | --- | ----------------------- | --------------------- | ----------- | ----------- |
| 1    | 002 | Cyril Despres           | KTM 450CC Rally       | 43h 28' 11" | +00' 00”    |
| 2    | 001 | Marc Coma               | KTM 450CC             | 44h 21' 31" | +53' 20”    |
| 3    | 003 | Hélder Rodrigues        | Yamaha WRF 450        | 44h 39' 28" | +1h 11' 17” |
| 4    | 010 | Jordi Viladoms          | KTM Rally Replica     | 45h 09' 07" | +1h 40' 56” |
| 5    | 032 | Stefan Svitko           | KTM 450 RR            | 45h 15' 39" | +1h 47' 28” |
| 6    | 006 | Pål Anders Ullevålseter | KTM 450 R             | 45h 40' 07" | +2h 11' 56” |
| 7    | 020 | Gerard Farres Guell     | KTM 450 Rally Replica | 45h 42' 33" | +2h 14' 22” |
| 8    | 034 | Alessandro Botturi      | KTM 450 Rally Replica | 46h 22' 15" | +2h 59' 04” |
| 9    | 016 | Oliver Pain             | Yamaha 450 YZF Rally  | 46h 41' 01" | +3h 17' 50” |
| 10   | 028 | Felipe Zanol            | KTM 450 Replica       | 46h 49' 07" | +3h 25' 56” |

### Quady
| Poz. | Nr  | Zawodnik             | Quad                  | Czas        | Strata      |
| ---- | --- | -------------------- | --------------------- | ----------- | ----------- |
| 1    | 250 | Alejandro Patronelli | Yamaha Raptor 700     | 53h 01' 47" | +00'00”     |
| 2    | 252 | Marcos Patronelli    | Yamaha Raptor 700     | 54h 22' 04" | +1h 20'17”  |
| 3    | 257 | Tomas Maffei         | Yamaha 650 GRW        | 55h 16' 08" | +2h 14'21”  |
| 4    | 264 | Ignacio Casale       | Yamaha Raptor 700     | 59h 20' 49" | +6h 09'23”  |
| 5    | 263 | Sergio La Fuente     | Yamaha Raptor 700     | 61h 30' 32" | +8h 19'06”  |
| 6    | 278 | Roberto Tonetti      | Yamaha Raptor 700     | 65h 55' 04" | +12h 43'38” |
| 7    | 282 | Lucas Bonetto        | Honda TRX700XX        | 66h 44' 40" | +13h 33'14” |
| 8    | 260 | Daniel Mazzucco      | Can-Am Renegade 800 X | 66h 49' 25" | +13h 37'59” |
| 9    | 259 | Camélia Liparoti     | Yamaha YSM 700R SE    | 67h 26' 36" | +14h 15'10” |
| 10   | 276 | Barry Cruces         | Can-Am Renegade XXC   | 67h 28' 59" | +14h 17'33” |

### Samochody
| Poz. | Nr  | Kierowca                | Pilot                  | Samochód                       | Czas        | Różnica     |
| ---- | --- | ----------------------- | ---------------------- | ------------------------------ | ----------- | ----------- |
| 1    | 302 | Stéphane Peterhansel    | Jean Paul Cottret      | Mini All4 Racing               | 38h 54' 46" | +00' 00”    |
| 2    | 305 | Nani Roma               | Michel Périn           | Mini All4 Racing               | 39h 37' 42" | +41' 56”    |
| 3    | 301 | Giniel de Villiers      | Dirk von Zitzewitz     | Toyota Pickup Hilux            | 40h 09' 11" | +1h 13' 25” |
| 4    | 312 | Leonid Nowicki          | Andreas Schulz         | Mini All4 Racing               | 41h 07' 40" | +2h 11' 54” |
| 5    | 303 | Robby Gordon            | Johnny Campbell        | Hummer H3                      | 41h 12' 39" | +2h 16' 53” |
| 6    | 319 | Lucio Ezequiel Alvarez  | Bernardo Rolando Graue | Toyota Hilux Prototipo         | 43h 01' 38" | +4h 05' 52” |
| 7    | 307 | Carlos Sousa            | Jean-Pierre Garcin     | Haval Great Wall               | 43h 36' 10" | +4h 30' 24” |
| 8    | 309 | Ricardo Leal Dos Santos | Paulo Fiuza            | Mini All4 Racing               | 44h 09' 04" | +5h 03' 18” |
| 9    | 314 | Bernard Ten Brinke      | Matthieu Baumel        | Mitsubishi Racing Lancer MRP10 | 44h 17' 04" | +5h 11' 18” |
| 10   | 304 | Krzysztof Hołowczyc     | Jean-Marc Fortin       | Mini All4 Racing               | 46h 05' 24" | +6h 59' 38” |

### Ciężarówki
| Poz. | Nr  | Kierowca          | Nawigator             | Mechanik             | Samochód                   | Czas        | Różnica       |
| ---- | --- | ----------------- | --------------------- | -------------------- | -------------------------- | ----------- | ------------- |
| 1    | 502 | Gerard de Rooy    | Tom Colsoul           | Dariusz Rodewald     | Iveco Powerstar            | 45h 20' 47" | + 00' 00”     |
| 2    | 505 | Hans Stacey       | Hans van Goor         | Bernard der Kinderen | Iveco Trakker Evolution II | 46h 12' 08" | + 51' 19”     |
| 3    | 533 | Artur Ardawiczus  | Aleksej Kuzmicz       | Nurłan Turłubajew    | KAMAZ 4623                 | 47h 08' 34" | + 1h 47' 45”  |
| 4    | 509 | Andriej Karginow  | Igor Dewiatkin        | Andriej Mokiejew     | KAMAZ 4623                 | 50h 21' 59" | + 5h 01' 10”  |
| 5    | 523 | Ilgizar Mardiejew | Wiaczesław Mizjukajew | Dmitrij Sutnikow     | KAMAZ 4623                 | 50h 22' 39" | + 5h 01' 50”  |
| 6    | 511 | Massimo Biasion   | Michel Huisman        | Giorgio Albiero      | Iveco Trakker Evolution II | 51h 52' 00" | + 6h 31' 11”  |
| 7    | 547 | Martin Kolomy     | Réne Kilián           | David Kilian         | Tatra T815                 | 52h 15' 04" | + 6h 54' 15”  |
| 8    | 513 | André de Azevedo  | Maykel Justo          | Jaromir Martinec     | Tatra T815                 | 53h 07' 56" | + 7h 46' 07”  |
| 9    | 513 | Teruhito Sugawara | Seiichi Suzuki        | –                    | Hino 500 Series            | 56h 01' 13" | + 10h 39' 24” |
| 10   | 534 | Pieter Versluis   | Jurgen Damen          | Harry Schuurmans     | MAN TGS                    | 53h 41' 04" | + 11h 12' 32” |
|      |     |                   |                       |                      |                            |             |               |

## Polacy w rajdzie
Motocykle
- #11 Jakub Przygoński (Orlen Team) – KTM 450 Replika – wycofał się na 3 etapie
- #17 Jacek Czachor (Orlen Team) – KTM 450 – ukończył na 13 miejscu
- #49 Marek Dąbrowski (Orlen Team) – KTM 450 RR – ukończył na 29 miejscu

Quady
- #253 Łukasz Łaskawiec (RMF Caroline Team) – YAMAHA RAPTOR 700 – wykluczony z powodu niezgodnego z regulaminem pojazdu
- #255 Rafał Sonik (Camelia Adventure Team) – YAMAHA YFM 700R Raptor – wykluczony z powodu niezgodnego z regulaminem pojazdu
- #273 Maciej Albinowski (Dakar.pl) – YAMAHA RAPTOR – wykluczony z powodu niezgodnego z regulaminem pojazdu

Samochody
- #304 Krzysztof Hołowczyc/ Jean-Marc Fortin (Orlen X-Raid Team) – MINI ALL4 RACING – ukończyli na 10 miejscu
- #372 Adam Małysz/Rafał Marton (RMF Caroline Team) – MITSUBISHI PAJERO – ukończyli na 38 miejscu
- #399 Albert Gryszczuk/Michał Krawczyk (RMF Caroline Team) – MITSUBISHI PAJERO – wycofali się na 12 etapie
- #407 Piotr Beaupre/Jacek Lisicki (Neoraid) – BMW X5 CC – ukończyli na 53 miejscu

Ciężarówki
- #502 Dariusz Rodewald/ Gerard de Rooy/ Tom Colsoul (Petronas Team de Rooy IVECO) – IVECO Powerstar (Strator - torpedo) – ZWYCIĘZCY WYŚCIGU
- #529 Grzegorz Baran/Wojciech Białowąs/Ernest Górecki (Chengdu Rural Commercial Bank Team China) – MAN TGA480 – ukończyli na 36 miejscu
- #551 Józef Cabała/ Jakub First/ Josef Kalina (KM Racing Team) – LIAZ 111.154 – wycofali się na 7 etapie
- #558 Robert Szustkowski/Robert Jan Szustkowski/Jarosław Kazberuk (R-Six Team) – MERCEDES UNIMOG U400 – ukończyli na 30 miejscu